# Fortezza di Montecristo
La Fortezza di Montecristo è una struttura fortificata costiera situata sull'isola di Montecristo, nell'arcipelago Toscano, nel territorio comunale di Portoferraio. La sua ubicazione è alla sommità del Monte della Fortezza, nel punto più alto dell'isola (645 m), da cui è possibile avere un'ottima panoramica a 360° verso il circostante mare aperto. Un tempo venne erroneamente creduto un tempio romano dedicato al dio Giove.

## Storia
Una prima struttura fu verosimilmente fabbricata sotto la Repubblica di Pisa, nella prima metà del XIII secolo, per venir poi ricostruita da Jacopo III Appiano negli anni sessanta del XV secolo. Questo si era reso necessario per affrontare con successo eventuali incursioni piratesche che potevano essere condotte. Per la sua edificazione venne scelto il punto più alto dell'isola, in modo che il complesso potesse svolgere la duplice funzione di avvistamento, grazie alla completa visuale che si ha da quel punto, e di difesa attiva e passiva, visto il luogo impervio in cui sorge, difficilmente espugnabile. Tuttavia, la posizione isolata di Montecristo e il suo territorio molto aspro e inospitale, fecero sì che l'isola fosse abitata solo temporaneamente e in piccoli insediamenti situati presso cala Maestra, fino al suo quasi totale abbandono avvenuto nelle epoche successive. Tutto ciò comportò un inevitabile abbandono anche della fortificazione ed un rapido degrado della struttura architettonica, anche a causa della sua diretta esposizione agli agenti atmosferici.
L'isola nel XVI secolo si era totalmente spopolata a causa delle continue scorrerie piratesche e corsare e, di questi, divenne nei secoli a seguire il covo.
La Fortezza di Montecristo si presenta sotto forma di ruderi, ove sono ben distinguibili le strutture murarie che la cingevano, che poggiano in modo irregolare sulla granodiorite, adattandosi all'orografia della vetta del monte su cui sorgono. I resti che si sono conservati lasciano tuttavia supporre l'imponenza che caratterizzava la struttura difensiva.